# Courtella camerunensis
Courtella camerunensis är en stekelart som först beskrevs av Wiebes 1974.  Courtella camerunensis ingår i släktet Courtella och familjen fikonsteklar. Inga underarter finns listade i Catalogue of Life.